# 치아구 페레이라 다 시우바
치아구 페레이라 다 시우바(포르투갈어: Tiago Pereira da Silva, 1993년 10월 28일~)는 브라질의 축구 선수로 현재 K리그1의 전북 현대 모터스에서 공격수로 활동하고 있다.

## 구단 경력

### K리그 입단 전
2012년 아라리피나 FC에서 데뷔한 이후 10년동안 CA 두 포르투, AD 소코렝시, AA 코루리피, EC 자키펜시, AD 콘피안사, 캄피넨시 클루비, 카디시야 SC, 마링가 FC, 아메리카 FC, 포르탈레자 EC, 폰치 프레타, 론드리나 EC, 알 자바레인 FC 등의 구단 등을 전전했다.

### 경남 FC
2022년 2월 설기현 감독이 이끄는 대한민국 K리그2의 경남 FC 입단을 통해 처음으로 동아시아 무대를 밟은 이후 2022 시즌 리그와 FA컵 등의 공식전에서 무려 20골이라는 개인 커리어 역사상 최다 득점 기록을 경신했고 특히 2022년 K리그2에서 18골로 충남 아산 FC의 유강현(19골)에 이어 리그 득점 순위 2위에 오르며 경남의 플레이오프 진출에 기여했으며 2022년 K리그2 베스트 11에 선정되었다.

### 대전 하나 시티즌
2022 시즌을 마친 후 2023년 1월 11일 대한민국 K리그1 승격팀인 대전 하나 시티즌의 유니폼으로 갈아입었다.

## 수상

### 구단
경남 FC
- K리그2 : 4위 (2022)

### 개인
- K리그2 베스트 11: 2022